# Spilosoma maniemae
Spilosoma maniemae là một loài bướm đêm thuộc phân họ Arctiinae, họ Erebidae.